# 姫埼灯台
姫埼燈台（ひめさきとうだい）は、新潟県佐渡市の両津湾入口、姫崎の突端に立つ白亜六角形鉄造の中型灯台。周辺は、佐渡弥彦米山国定公園に指定され、日本海を望む風光明媚の地。日本で現役の鉄造灯台としては最古であり、「世界灯台100選」や「日本の灯台50選」にも選ばれている。また、歴史的文化財的価値の高さから海上保安庁によってAランクの保存灯台とされている。

## 歴史
- 1895年（明治28年）12月10日：初点灯[3]
- 1918年（大正7年）10月16日：燭光数、光達距離変更[4]
- 1933年（昭和8年）3月21日：電灯化、燭光数変更[5][6]
- 1952年（昭和27年）4月1日：灯質変更[7]
- 1961年（昭和36年）：灯器をLB-40型に変更[8]。
- 1962年（昭和37年）：無人化
- 1993年（平成5年）：「姫埼燈台館」開設
- 1994年（平成6年）：耐震のため、鉄骨による補強を実施[8]。
- 1998年（平成10年）：「世界各国の歴史的に特に重要な灯台100選（世界灯台100選）」に選ばれた。
- 2009年（平成21年）3月17日：光達距離変更[9]。

## 姫埼燈台館
灯台の周辺は佐渡弥彦米山国定公園に指定されており、その一画にかつての職員宿舎を模した姫埼燈台館（入場無料、12 - 3月休館）が存在する。姫埼燈台館では灯台レンズや回転灯器、佐渡の灯台写真などの貴重な資料も展示されている。

## 交通
- 両津港より新潟交通バス東海岸線約25分、野城下車後徒歩約10分